# Solda autógena

Solda autógena é a categoria de processos de soldagem nos quais não se utiliza metal de adição. A exposição da junta a uma fonte térmica (ex.: chama de um maçarico, arco voltaico, feixe de laser ou feixe de elétrons) leva os metais à fusão. Enquanto líquidos, os metais se misturam total ou parcialmente e vem a solidificar-se, promovendo assim a continuidade. Para isso é necessário que a temperatura dos metais exceda seus respectivos pontos de fusão. Por essa razão, pode-se ter dificuldade em fundir juntas dissimilares de pontos de fusão muito diferentes. Como não há metal adicionado, a redistribuição do metal para promover a continuidade leva frequentemente a defeitos como undercut. Para aplicações que necessitem de elevada vida em fadiga, tais defeitos podem não ser admissívies.